# Władisław Wietrow
Władisław Władimirowicz Wietrow (ros. Владисла́в Влади́мирович Ве́тров; ur. 6 lutego 1964) – radziecki i rosyjski aktor filmowy i teatralny. Ludowy Artysta Federacji Rosyjskiej (1998).

## Wybrana filmografia
- 2018: Cena wolności jako Aleksiej Pietrowicz Gołowin